# Сельский округ имени Карима Мынбаева
Сельский округ имени Карима Мынбаева (каз. Кәрім Мыңбаев ауылдық округі) — административная единица в составе Шетского района Карагандинской области Казахстана. Административный центр — село Кызылтау.
Прежнее название Кызылтауский сельский округ
Население — 352 человека (2009; 528 в 1999, 1289 в 1989).

Ликвидировано село Шажагай.
По состоянию на 1989 была Кызылтауский сельский совет (села Айдахарлы, Кызылтау, Койтас, Шажагай, Шопак) ликвидированного Агадырского района.

## Состав
В состав округа входят следующие населённые пункты:
| Населённый пункт | Население, человек (1989) | Население, человек (1999) | Население, человек (2009) |
| ---------------- | ------------------------- | ------------------------- | ------------------------- |
| Айдахарлы, село  | 99                        | -                         | -                         |
| Кызылтау, село   | 857                       | 528                       | 352                       |
| Койтас, село     | 137                       | -                         | -                         |
| Шажагай, село    | 122                       | -                         | -                         |
| Шопак, село      | 74                        | -                         | -                         |

### Зимовки
- с. Кызылтау
  1. зимовка Аксоран
  2. зимовка Едиге
  3. зимовка Комсомольское
  4. зимовка Караматак
  5. зимовка Казансынган
  6. зимовка Кызылтас
  7. зимовка Сарыматак
  8. Отделение 1